# Delo (quotidiano)
Il Delo (Lavoro) è il principale quotidiano della Slovenia, edito dalla omonima casa editrice di Lubiana, con una vendita quotidiana di circa 29 000 copie. Secondo le inchieste nel 2015 aveva giornalmente 151.000 lettori, ovvero il 9 %, che è il secondo risultato tra i quotidiani sloveni. Oltre all'edizione cartacea ha anche una versione in linea delo.si, che nel novembre 2015 risultava il sito raggiunto da circa il 18 % degli utilizzatori della rete in Slovenia. Esce tutti i giorni della settimana, compresa la domenica, con il titolo di Nedelo (Non-lavoro). La redazione ogni anno assegna il Premio letterario Kresnik per il miglior romanzo sloveno e un riconoscimento per il personaggio dell'anno.
Il giornale è nato dalla fusione delle testate Ljudska pravica e Slovenski poročevalec. Il primo numero uscì il 1º maggio 1959.
Tra il 1940 e il 1942 un giornale con lo stesso nome usciva illegalmente a Lubiana e dintorni, organo del comitato centrale del Partito Comunista Sloveno, del quale tra il 1948 e il 1952 fu testata della pubblicazione teorica. Delo fu anche la testata della pubblicazione in sloveno del Partito Comunista Italiano di Trieste, che iniziò le pubblicazioni nel 1949.

## Contenuti
Il quotidiano copre ogni campo, dalla politica locale slovena a quella nazionale, dalle notizie regionali agli avvenimenti nel mondo, la cultura, lo sport e l'economia. Accanto ai classici articoli giornalistici compaiono anche commenti e reportage.

## Supplementi
Il giornale ha 8 supplementi regolari:
- Ona - ogni martedì
- Delo in dom - il mercoledì, ogni 14 giorni
- Polet O2 - ogni secondo giovedì del mese
- Vikend - ogni venerdì; guida settimanale della televisione
- Svet kapitala - ogni venerdì; supplemento finanziario
- Sobotna priloga - ogni sabato
- Odprta kuhinja - ogni domenica; guida culinaria
- Super 50 - ogni primo lunedì del mese